# Misfire
Misfire är en låt skriven av basisten John Deacon, och finns med på Queens album "Sheer Heart Attack" (som de slog igenom med). Denna låt var den första John skrev själv, och låten "Stone cold crazy" skrev han tillsammans med de andra medlemmarna. John skrev inte många låtar men han skrev några av deras största låtar som exempel "I Want to Break Free" och "You're My Best Friend".